# Linkshandige motorfiets
Een linkshandige motorfiets is een motorfiets met de gasbediening aan de linkerkant.
Dit systeem kwam voor bij Harley-Davidson en Indian, waarbij gezegd werd dat dit nodig was om de politieagenten in de gelegenheid te stellen met rechts te schieten of het verkeer te regelen. Bij Indian is de vermoedelijke reden de linkshandigheid van medeoprichter Oscar Hedstrom.
De versnellingen werden geschakeld met de linkerhand, de voorontsteking werd bediend met de rechterhand, de koppeling met de linkervoet, de rem met de rechtervoet... en tussendoor moest men dan nog de oliepomp van de handsmering bedienen!
De meeste Italiaanse en Britse oldtimers, en sommige Duitse, hadden wel de gashendel rechts en de koppelingshendel links, maar de versnellingspedaal rechts, dewelke voor de eerste versnelling omhoog en voor de andere omlaag moest bewogen worden. 